# 18 de Marzo, Guanajuato
18 de Marzo är en ort i Mexiko.   Den ligger i kommunen Cuerámaro och delstaten Guanajuato, i den centrala delen av landet, 290 km väster om huvudstaden Mexico City. 18 de Marzo ligger 1 694 meter över havet och antalet invånare är 183.
Terrängen runt 18 de Marzo är platt österut, men västerut är den kuperad. Terrängen runt 18 de Marzo sluttar österut. Runt 18 de Marzo är det ganska tätbefolkat, med 116 invånare per kvadratkilometer. Närmaste större samhälle är Pénjamo, 16,9 km sydväst om 18 de Marzo. Trakten runt 18 de Marzo består till största delen av jordbruksmark.